# Mena Elisabeth Cremer Eindhoven
Mena Elisabeth Cremer Eindhoven (Zwolle, 3 juni 1855 – 's-Gravenhage, 26 juli 1931) was een Nederlands schrijfster van romans, toneel en kinderboeken.

## Familie
Cremer Eindhoven was een dochter van Jan Cremer Eindhoven (1818-1890), houtkoper en stoomhoutzaagmolenaar te Zwolle, en diens tweede echtgenote jkvr. Johanna Berendina Flugi van Aspermont (1828-1897), lid van de familie Flugi van Aspermont. Zij trouwde in 1884 Arnold Nicolaas Jacobus Fabius (1855-1921) met wie zij twee zonen kreeg, onder wie Jan Fabius. Door het huwelijk van haar halfzus was Maurits Cornelis van Hall (1836-1900) haar zwager.